# Проскуряков, Константин Николаевич
Константи́н Никола́евич Проскуряко́в (род. 17 сентября 1932, Ленинград) — советский и российский учёный, доктор технических наук (1992), профессор.

## Биография
Константин Проскуряков родился 17 сентября 1932 года в Ленинграде. Отец — Николай Константинович Проскуряков (1900—2001), один из создателей строительной индустрии в СССР, строитель Днепрогэса, почётный строитель Москвы и Севастополя, главный редактор журнала «Бетон и железобетон»; мать — Кашкина-Фадеева Ольга Константиновна (1907—2001).
В 1951—1957 гг. Константин Проскуряков учился в Московском энергетическом институте на гидроэнергетическом факультете. В 1957—1959 гг.  К. Н. Проскуряков с дипломом инженера-гидротехника работал в отделе комплексного проектирования атомных электрических станций (АЭС), прошёл переквалификацию с отрывом от производства на курсах в МЭИ по специальности «инженер-теплофизик» (Проектирование и эксплуатация АЭС). С 1959 года по настоящее время работает в Московском энергетическом институте на кафедре АЭС; занимал должности: инженер, старший инженер, ассистент, старший преподаватель, доцент. С 1993 года по настоящее время — профессор. В 2018 году стал победителем конкурса лучших преподавателей России в рамках проекта «Золотые Имена Высшей Школы» (в номинации «За преданность профессии и продолжение традиций российской высшей школы»), о чём сделана запись в Книге Почёта преподавателей вузов Российской Федерации «Золотые Имена Высшей Школы».

## Научная деятельность
Все научные интересы К. Н. Проскурякова связаны с энергетикой: диагностика, прогнозирование, предотвращение и идентификация вибрационно-акустических резонансов оборудования АЭС в аварийных режимах, безопасность, надёжность ядерного топлива и оборудования ядерных энергетических установок (ЯЭУ). Профессор К. Н. Проскуряков является ведущим специалистом в области акустики и теплофизики ЯЭУ. Им разработаны оригинальные теоретические методы, включая метод электроакустических аналогий в задачах анализа акустических систем АЭС. Он первым предсказал возникновение автоколебаний в одиночном парогенерирующем канале и явление акустической неустойчивости парогенерирующих устройств при падении гидродинамических характеристик. К. Н. Проскуряков нашёл частоты акустических колебаний в потоке среды при кратных оборотных частотах центробежного насоса и развил основы теории образования и распространения акустических волн в ЯЭУ в случае однофазного и двухфазного состояния теплоносителя. В 1986 году он был экспертом Правительственной комиссии по расследованию чернобыльской аварии.
К. Н. Проскуряков — автор 57 научных работ.

## Семья
Жена Любовь Олеговна Федорович (1955 года рождения, учитель). Двое детей: сын Алексей (1963 года рождения, канд. физ.-мат. наук), дочь Ольга (1978 года рождения, филолог), внучка Дарья (1984 года рождения, экономист), внук Григорий (2012  года рождения), правнучка Марья (2017 года рождения).

## Публикации
- Проскуряков К. Н.  Гидравлические и акустические характеристики элементов гидравлических систем. — М.: МЭИ, 1980. — 67 с.
- Проскуряков К. Н.  Теплогидравлическое возбуждение колебаний теплоносителя во внутрикорпусных устройствах ядерных энергетических установок. — М.: МЭИ, 1984. — 67 с.
- Проскуряков К. Н.  Использование виброакустических шумов для диагностики технологических процессов в АЭС. — М.: МЭИ, 1999. — 68 с.
- Проскуряков К. Н.  Разработка метода электроакустических аналогий для анализа акустических систем АЭС с однофазным и двухфазным теплоносителем // Наукоёмкие технологии. — 2015. — № 9. — С. 25—31.
- Proskouriakov K. N.  Self-Oscillation in a Single Steam Generating Duct // Thermal Engineering. — 1965. — Vol. 12, no. 3. — P. 96.
- Proskouriakov K. N.  Calculating Method of Coolant Resonant Frequencies Oscillation in Normal and Emergency Operating of NPP with VVER // Kernenergie. — 1983. — Vol. 3. — P. 102—104.